# Odrysiska kungariket
Odrysiska kungariket (klassisk grekiska: Βασίλειον Ὀδρυσῶν) var en antik union av thrakiska stammar som under 400-talet f.Kr. enats under hotet från perserna. Det bestod till en början av dagens Bulgarien men växte senare till norra Dobrudzja, delar av norra Grekland och Turkiets europeiska del. Kung Seuthes III flyttade senare huvudstaden till Seuthopolis.

## Odryserna
Odryserna (Odrysae eller Odrusai, klassisk grekiska: Οδρύσαι) var en av de mäktigaste thrakiska stammarna och de bodde på slätten vid floden Hebrus. Man skulle alltså kunna placera stammen vid gränslandet mellan sydöstra Bulgarien, nordöstra Grekland och europeiska Turkiet med staden Edirne som centrum.
Floden Artescus rann även genom deras land. Xenofon skrev att odryserna höll hästkapplöpning och drack stora mängder vin efter begravningen av sina döda krigare. Thukydides skrev att deras traditioner praktiserades av de flesta thraker. Herodotos var den första författaren som nämnde odryserna.

## Odrysiska kungariket
Thrakien hade nominellt varit en del av det persiska riket sedan år 516 f.Kr. men underkuvades av Mardonius år 492 f.Kr.
Det odrysiska kungariket var det första thrakiska kungariket som fått en makt att tala om. Vid enandet lyckades den odrysiske kungen, Teres I, att förena alla thrakiska stammar och kröna sig själv som ledare och driva ut perserna ur Thrakien.

### Utbredning

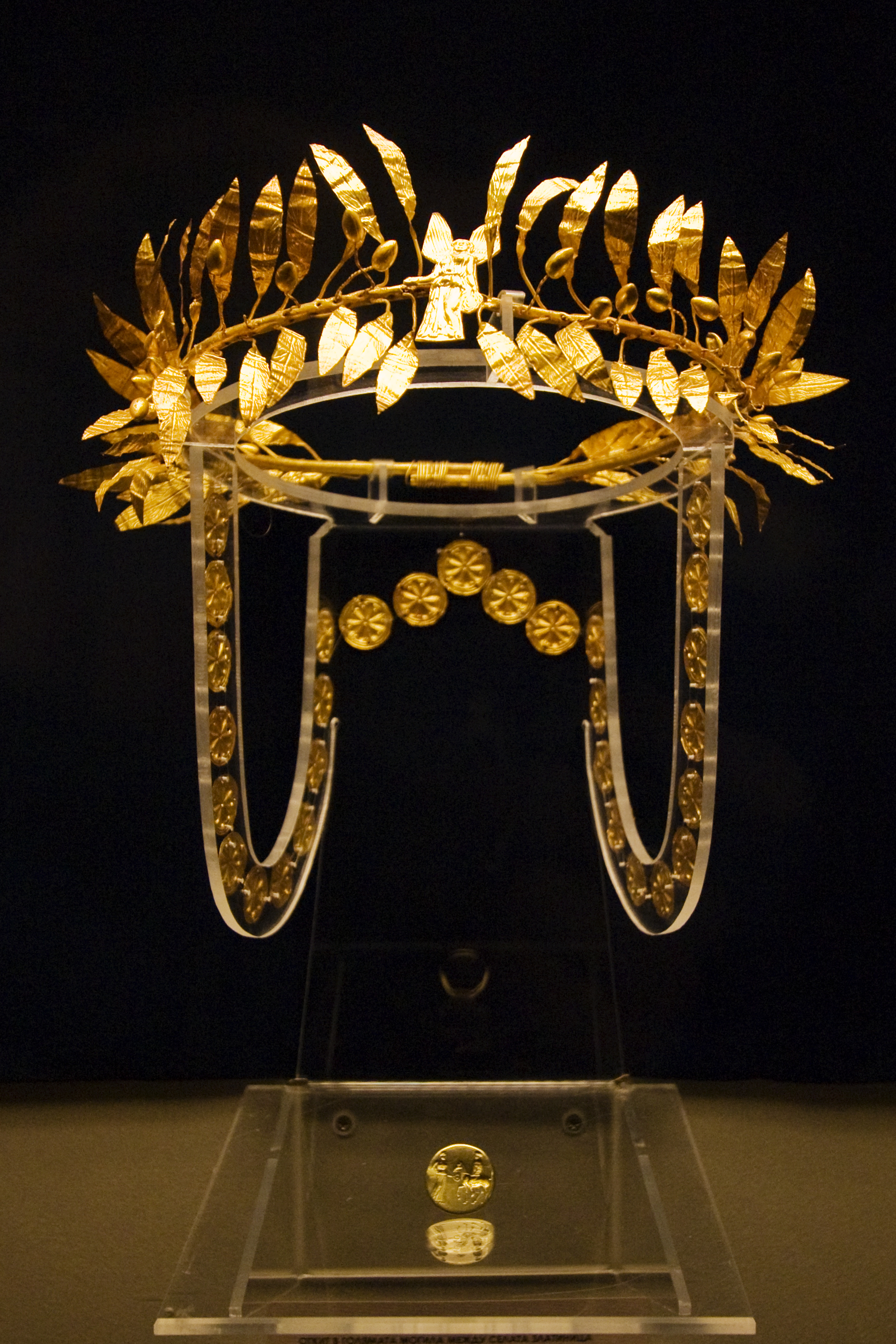
En gyllene krans och ring som hittats i graven till en odrysisk adelsman.

Inledningsvis, under Teres I:s styre eller under Sitalces (Teres son) hade riket sin största utbredning, från Svarta havet i öster, till Donau i norr, till en region befolkad av en stam kallad Triballi i nordväst, till floden Struma i sydväst och till Egeiska havet. Senare ändrades dess utbredning till dagens Bulgarien, Turkiets europeiska del och Grekland mellan Maritsa och Struma (med undantag av en kustremsa kontrollerad av diverse grekiska stadsstater). Odrysiska kungarikets utbredning varierade under åren, beroende på dess relationer till de lokala stammarna.
Historiken Z.H. Archibald skriver:

Odryserna skapade det första statliga enheten som ersatte den gamla stamsystemet på östra Balkanhalvön. Deras kungar var vanligen kända som kungar av Thrakien, fast deras makt inte sträckte sig till alla thrakiska stammar. Även inom rikets gränser var den kungliga makten flytande, och dess definition bunden till geografi, samhällsklasser och andra omständigheter.

Odrysiska kungarikets territorium var befolkat av diverse thrakiska och dakiska-moesiska stammar förutsättning för att komma över de etniska motsättningarna som fanns mellan de olika grupperna, vilket på sikt skulle kunna leda till ett mer stabilt etniskt samhälle. Detta hann dock inte genomföras då det odrysiska kungariket enades under en gemensam härskare där man förde en gemensam intern och extern politik. Detta var en god idé, men den blev tämligen kortvarig. Trots de odrysiska kungarnas försök att skapa en centralmakt, så var de separatistiska rörelserna alltid starka. Det odrysiska försvaret var baserat på stammarnas interna elit  vilket gjorde riket utsatt för fragmentering. Vissa stammar försökte konstant starta upplopp och göra sig fria från kungariket, medan andra höll sig utanför det. Under slutet av 400-talet f.Kr. delades riket i tre delar som ett resultat av år med inbördeskrig. Den politiska och militära nedgången fortsatte samtidigt som Makedonien växte som en farlig och ambitiös granne.

### Enligt historiker
Enligt de grekiska historikerna Herodotos och Thukydides gick den kungliga dynastin från att vara ledare för en odrysisk stam i Thrakien runt början på 500-talet f.Kr, till att dominera allt land och dess folk mellan Donau och Egeiska havet. Senare författare skrev att denna dynasti överlevde fram tills tidiga 000-talet, även om dess makt minskat i samband med först persiska, senare makedonska och till sist romerska intrång. När det odrysiska kungariket hade upphört, skulle arvet efter det prägla hela sydöstra Europa för många hundra år framåt.
Kung Teres Is son, Sitalces, visade sig vara en god militär och tvingade de stammar som lämnat unionen under 440-talet f.Kr. att åter svära honom trohet. Den nya statsbildningen hade blivit rik på handel och Sitalces använde pengarna till att utveckla infrastrukturen och dess armé. År 429 f.Kr. allierade han sig med atenarna och inledde ett massivt anfall på Makedonien, med en enorm armé bestående av thrakiska och paeoniska stammar. Enligt Thukydides handlade det om så många som 150 000 män, men innan man gjort framsteg var man tvungen att dra sig tillbaka på grund av den kommande vintern.
Under 300-talet f.Kr. delades kungariket upp till tre mindre enheter, av vilka ett av dem, med huvudstaden Seuthopolis, visade sig vara starkast. Under den hellenistiska perioden invaderades riket ett flertal gånger av bland annat Alexander den store, Ptolemaios II och Filip V av Makedonien men även av kelter, men hade trots detta bibehållit sina egna kungar. Under den romerska eran var den sapaeanska dynastin skyddslingar till romarna, tills Thrakien annekterades som romersk provins år 46 e.Kr.

### Hellenisering
Under tiden blev grekiska det huvudsakliga språket för administratörer och adeln, och inte långt senare antog man det grekiska alfabetet. Grekiskt mode och seder blev populärt för den östbalkanska adeln. Man antog både grekiskt mode inom klädsel, prydnad och militären, vilket de senare spred till de lokala stammarna. Thrakiska kungar var bland de första som helleniserades.

### Arkeologi
Man har funnit flera bostadskomplex och tempel, särskilt runt Starosel vid Srednabergen. Arkeologer har även funnit en 13  meter lång och två meter hög mur som gick runt det thrakiska kungapalatset. De fann även namnen Cleobulus och Anaxandros inristade, vilka var kung Filip II av Makedoniens generaler som ledde anfallet mot det odrysiska kungariket.
Seuthopolis återupptäcktes 1948 när staten skulle bygga Koprinkareservoaren. Även om det var en upptäckt av stor betydelse beslutade den kommunistiska regimen att enbart ge arkeologerna sex år att undersöka ruinerna innan de fortsatte bygga reservoaren.

## Lista över odrysiska kungar
Se: Lista över Thrakiens monarker
Listan inkluderar kända odrysiska kungar av Thrakien, men mycket är osäkert. Flera andra trakiska kungar (vissa kan vara odrysiska kungar) inkluderas dessutom. Odrysiska kungar kallade sig kung över Thrakien men ingen av dessa hade faktiskt makt över hela Thrakien. Deras makt varierade beroende på deras relationer med de lokala stammarna.
- Teres I, son till Odryses? 460 f.Kr.–445 f.Kr.
- Sparatocos, son till Teres I 450–431 f.Kr.
- Sitalces eller Sparatocos, son till Teres I 431–424 f.Kr.
- Seuthes I, son till Sparatokos 424–410 f.Kr.[27]
- Amadocus I, son till Sitalkes 408–389 f.Kr.
- Seuthes II, son till Maisades son till Sparatokos 405–387 f.Kr.
- Hebryzelmis, son till Seuthes I 387–383 f.Kr.
- Cotys I, son till Seuthes I eller Seuthes II 384–359 f.Kr.
- Cersobleptes, son till Cotys I, i östra Thrakien, avsatt någon gång, 359–341 f.Kr.
- Berisades, tros vara barnbarn till Seuthes I, i västra Thrakien, 359–352 f.Kr.
- Amatokos II, son till Amatokos I, i centrala Thrakien, 359–351 f.Kr.
- Cetriporis, son till Berisades, i västra Thrakien, 356–351 f.Kr.
- Teres II, son till Amatokos II,  i centrala Thrakien, avsatt, 351–341 f.Kr.
- (Under makedonsk kontroll, 341-331 f.Kr.)
- Seuthes III, son till Cotys I 331–300 f.Kr.
- Cotys II, son till Seuthes III 300–280 f.Kr.
- Raizdos (möjligtvis samma person som Roigos), son till Cotys II? 280 f.Kr. – ?
- Cotys III, son till Raizdos 270 f.Kr.
- Rhescuporis I, son till Cotys III 240–215 f.Kr.
- Seuthes IV, son till Rhescuporis I, eller Teres III[25] 215–190 f.Kr.
- Pleuratus[28] 213–208 f.Kr., en thrakisk eller illyrisk kung som attackerat Tylis

### Astaeiska linjen
- Teres III, son till Amatokos III, eller Seuthes III[25] 149 f.Kr.
- Roigos (möjligen samma person som Raizdos), son till Seuthes IV?
- Amatokos III, son till Seuthes IV, 184 f.Kr.
- Cotys IV, son till Seuthes IV 171–167 f.Kr.
- Beithys, son till Cotys IV ? – 120 f.Kr.
- Cotys V, son till Beithys 120 f.Kr. – ?
- Sadalas I, son till Cotys V 87–79 f.Kr.
- Cotys VI, son till Sadalas I 57–48 f.Kr.
- Sadalas II, son till Cotys VI 48–42 f.Kr.
- Sadalas III, son till Sadalas II 42–31 f.Kr.
- Cotys VII, son till Sadalas II 31–18 f.Kr.
- Rhescuporis II, son till Cotys VII, och Rhascus 18–11 f.Kr.

### Sapaeiska linjen
- Cotys I, son till Rheometalces

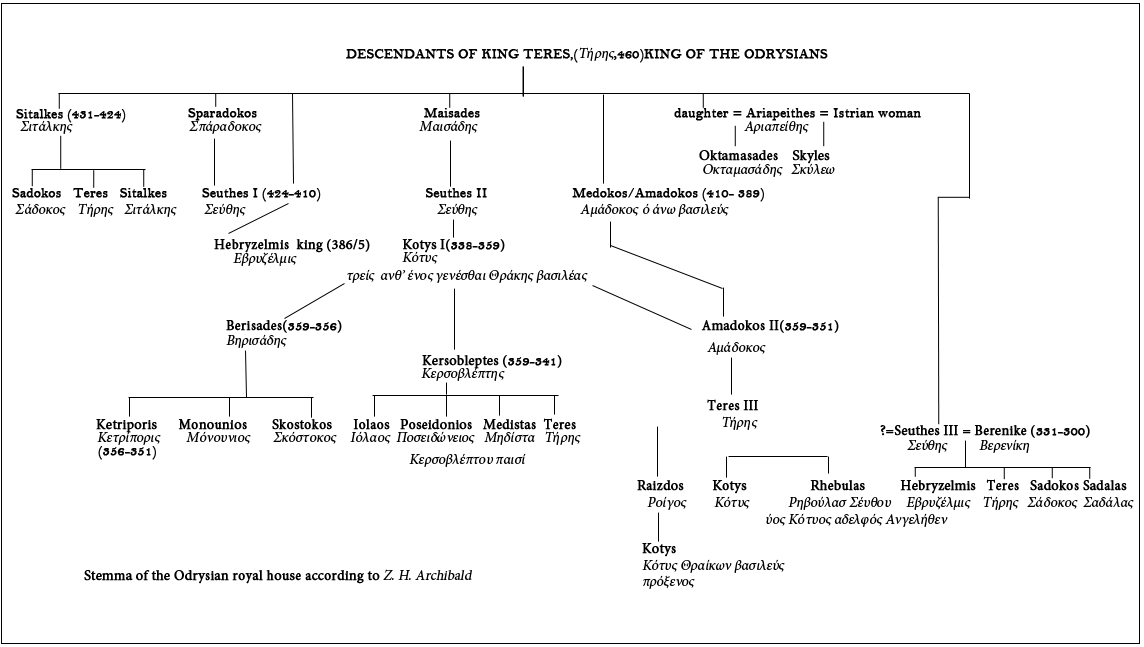
Släktkarta över grundarna av det odrysiska kungariket

- Rhescuporis I, son till Cotys I 48–42 f.Kr.
- Cotys II, son till Rhescuporis I 42–31 f.Kr.
- Rhoemetalces I, son till Kotys II 31 f.Kr. – 12 e.Kr.
- Rhescuporis II, son till Kotys II 12–19
- Cotys VIII, son till Rhoemetalces I 12–18
- Rhoemetalces II, son till Cotys VIII 19–38
- Rhoemetalces III, son till Rhescuporis II 38–46
- Pythodoris II, hustru och samregent till Rhoemetalces III 38–46